# ペダルズ
ペダルズ（英: Pedals）は、前足のけがが原因となり、後ろ足で二足歩行をしていたアメリカグマ。40年振りにニュージャージー州で認可された、弓による狩りで死んだとされている。同時に行われた前装式小銃による狩りを合わせたこれらの狩りで、ペダルズ以外にも561頭のクマが殺されている。

## 人気
ペダルズは2014年、ニュージャージー州モリス郡ロッカウェイ・タウンシップで最初に発見された。発見されたときの様相は議論を巻き起こした。ペダルズが二足歩行している動画がインターネット上に投稿されると、ネット社会の話題となった。当局は当初、動画は捏造かもしれないと警告していた。
ペダルズの動物福祉を心配する30万人以上の人々が、ニューヨーク州オーティスビルの動物孤児院でペダルズを受け入れてほしい、という請願に署名した。ペダルズ支援者は、ペダルズが自然の中で生き残るために戦わなくて済むように、保護施設へ移設するための費用として2万2000ドルを集めた。一方で、ニューヨーク州当局は保護施設への移設に反対した。
生きていた頃、ペダルズはニュージャージー州環境保全課魚類・野生生物局によって見守られ、地元住民には目撃情報のホットラインへの連絡を要請した。2016年、ある頃より目撃情報がなくなったことから、魚類・野生生物局は公衆に目撃情報を求めた。

## 死
クマ療育・資源計画（ベアー・エデュケーション・アンド・リソース・プログラム、Bear Education and Resource Program; BEAR）のアンジー・メトラーは、インターネットでの人気から、ハンターの標的にされてしまうのではないかと懸念していた。2016年10月、ハンターによってペダルズが殺されてしまった、という情報が世界中を駆け巡った。2016年10月17日、環境保全課は、「ペダルズはハンターに殺されたとみられる」と発表した。ペダルズの死を受けて、アメリカ合衆国上院議員のレイモンド・レスニアックは、「ペダルズ法」(Pedals' Law) と称された、ニュージャージー州において、クマの狩猟を5年間に渡り禁止する法案を議会に提出した。